# Adriana Sachs
Adriana María Sachs (Libertad, 25 dicembre 1993) è una calciatrice argentina, difensore del Santos e della nazionale femminile argentina.

## Carriera

### Club
Sachs si appassiona al calcio fin da giovanissima, seguendo la passione del fratello e iniziando a giocare dall'età di 6 anni. Giunta ai 12 anni ha poi chiesto alla madre di iscriverla a un club di quartiere, indossando prima la maglia delle giovanili dell'Estudiantes de Padua per poi passare a La blanquita.
Nel 2011 è in rosa con la prima squadra dell'Huracán, rimanendo legata al club della capitale Buenos Aires fino al 2015 e giocando per tutte le stagioni in Primera División A, livello di vertice del campionato nazionale di categoria.
Nel 2016 viene annunciato il suo trasferimento all'UAI Urquiza per giocare nella sezione di calcio femminile della società polisportiva di Villa Lynch, nel Partido di General San Martín nell'area metropolitana della Grande Buenos Aires. Qui vi rimane fino al 2020, contribuendo a conquistare i suoi primi trofei in carriera, tre campionati argentini nelle stagioni 2016, 2017-2018 e 2018-2019.
Nell'estate 2020 coglie l'opportunità di disputare il suo primo campionato all'estero, trasferendosi in Europa e firmando un contratto con il Collerense per giocare in Segunda División, la categoria cadetta del campionato spagnolo femminile di calcio.
Nel gennaio 2021 torna in Argentina e firma per un anno per il Boca Juniors, l'ultima squadra campione del calcio argentino.
Nel gennaio 2023 lascia ufficialmente il Boca e va in Brasile per giocare nel Santos Futebol Clube.

## Palmarès

### Club
- Campionato argentino: 3

UAI Urquiza: 2016, 2017-2018, 2018-2019